# إدوارد هيدالجو
إدوارد هيدالجو (بالإنجليزية: Edward Hidalgo) (و. 1912 – 1995 م) هو سياسي، ومحام من الولايات المتحدة الأمريكية ولد في مدينة مكسيكو.